# Тупољев Ту-75
Тупољев Ту-75, (рус. Туполев Ту-75, НАТО назив Cart) је четворомоторни војни транспортни авион на клипно елисни погон руског произвођача Тупољев намењен превозу 120 војника или 96 потпуно опремљених падобранаца, или као летећа амбуланта за превоз 31 рањеника на носилима са 4 пратиоца или 12 тона терета. Развијен је на основу бомбардера Ту-4 и путничке варијанте Ту-70 а први лет прототипа био је 21. јануар 1950. године. 

## Пројектовање и развој
ОКБ 156 Тупољев (Опитни конструкциони биро — Тупољев) је на бази стратешког бомбардера Ту-4 и његове путничке варијанте Ту-70 развио војни транспортни авион који је од Ту-70 задржао што више заједничких делова и промењен му је реп авиона на коме је уграђена рампа за лакши утовар терета. На пројекту је почето да се ради 1946. године а Министарски савет је потврдио одлуку 11. марта 1947. године, а прототип је први пут полетео 21. јануар 1950. године.

### Технички опис
Авион Тупољев Ту-75 је потпуно металне конструкције, нискококрилац са четири клипно елисна ваздухом хлађена радијална мотора АШ-73ТКФН или његова варијанта са убрузгавањем горива АШ-73ТКНВ, који су постављени по два на свако крило. Сваки мотор има металне елисе са четири пераја и променљивим кораком. Авион има стајни трап система трицикл, предња носна нога има два точка са гумама ниског притиска а задње ноге које представљају и основне, се налазе испод крила авиона и свака има по 2 точкова са нископритисним гумама. Авион има укупно 6 точка који му омогућавају безбедно слетање и на лоше припремљеним пистама. Труп авиона је округлог попречног пресека и у њега се могу сместити 120војника или 96 потпуно опремљених падобранаца или 31 рањеник на носилима са 4 пратиоца или 12 тона различитог терета. По габариту у авион је могло стати 6 џипова или 5 топова 85 мм или два тегљача артиљеријског оружја. На репу авиона је постојала рампа за лакши утовар терета а на плафону утоварног простора било је монтирано витло носивости 3 тоне.

## Оперативно коришћење
Авион Тупољев Ту-75 је произведен у једном примерку и до његове оперативне употребе није дошло. Имао је посаду од 6 чланова. Коришћен је као војни транспортни авион за превоз терета и за испитивање разних система и опреме за падобранство. Такође је разматрана могућност изградње танкера од овог авиона за напајање у лету бомбардера Ту-95, у тој верзији је требало да понесе 19,5 тона горива. Из употребе је искључен 1954. године после катастрофе код Казања.

## Земље које користе или су користиле овај авион
- СССР